# Calamar (Bolívar)
Calamar – miasto w Kolumbii, w departamencie Bolívar.